# Julius Schnorr von Carolsfeld
Julius Schnorr von Carolsfeld (Lipsia, 26 marzo 1794 – Dresda, 24 maggio 1872) è stato un pittore tedesco.

## Biografia

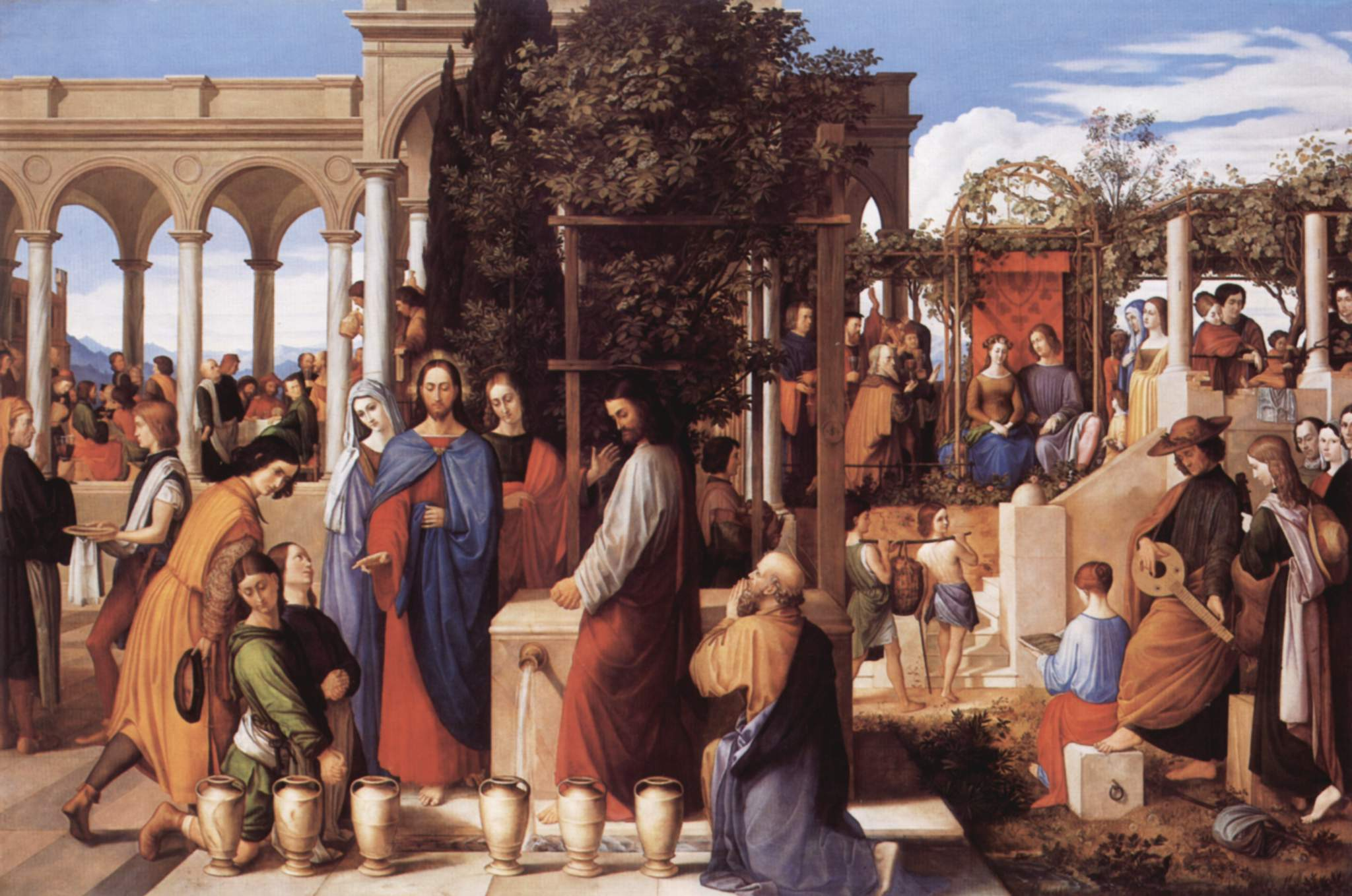
Nozze di Cana, 1820.

Figlio del pittore Johann Veit Schnorr e fratello dell'altro pittore Ludwig Ferdinand Schnorr von Carolsfeld, era padre del tenore Ludwig Schnorr von Carolsfeld, che gli premorì. Furono suoi allievi Carl Werner e Andreas Müller.